# Yasser al-Mosailem
Yasser al-Mosailem (arabisch ياسر المسيليم, DMG Yāsir al-Musailīm; * 27. Februar 1984 in Dschidda) ist ein ehemaliger saudi-arabischer Fußballtorhüter.

## Karriere

### Verein
In seiner Jugend war er Teil des Hajer Club. Zur Saison 2002/03 wechselte er in die Jugend-Abteilung des größten Klubs des Landes al-Ahli. Zur Saison 2005/06 wechselte er dann von der U23 in die erste Mannschaft. Er wird unregelmäßig eingesetzt und wurde einmal saudischer Meister, einmal saudischer Superpokalsieger, zweimal saudischer Pokalsieger sowie zweimal Crown-Prince-Cup-Sieger.

### Nationalmannschaft
Seinen ersten Einsatz zwischen den Pfosten für die Nationalmannschaft von Saudi-Arabien hatte er am 15. November 2006 bei einem Spiel der Qualifikation für die Asienmeisterschaft 2007. Bei der 1:3-Niederlage gegen Japan stand er über 90 Minuten auf dem Platz. Im Turnier hütete er durchgängig das Tor wurde er mit seiner Mannschaft nach einer 0:1-Niederlage gegen den Irak Vizemeister. Nach einem weiteren Freundschaftsspiel Ende November 2007 folgte erst fast zehn Jahre später, am 1. September 2016 während der Qualifikation für die Weltmeisterschaft 2018 eine Partie gegen Thailand wieder zum Einsatz und weitere folgten. Sein letztes Spiel war ein 2:1-Sieg im letzten Gruppenspiel der Weltmeisterschaft 2018.